# 蜂巢嶺
72°5′S 169°58′E / 72.083°S 169.967°E
蜂巢嶺（英語：Honeycomb Ridge）是南極洲的山嶺，位於維多利亞地的博克格雷溫克海岸，處於穆布賴灣西岸，由新西蘭探險隊命名，現時由南極條約體系管理。